# Aude (Nissi)
Aude – wieś w Estonii, w prowincji Harju, w gminie Nissi.